# Пеньялоса, Доди Бой
Диосдадо «Доди Бой» Джумаран Пеньялоса (англ. Diosdado "Dodie Boy" Jumaran Peñalosa; род. 19 ноября 1962, Сан-Карлос) — филиппинский боксёр, представитель наилегчайших весовых категорий. Выступал на профессиональном уровне в период 1982—1995 годов, владел титулами чемпиона мира по версии IBF в наилегчайшем и в первом наилегчайшем весах.

## Биография
Родился 19 ноября 1962 года в городе Сан-Карлос провинции Западный Негрос, Филиппины.
Дебютировал в боксе на профессиональном уровне в феврале 1982 года, выиграв у своего соперника единогласным решением судей в шести раундах. Долгое время не знал поражений, вскоре завоевал титул чемпиона Филиппин в первой наилегчайшей весовой категории, а в 1983 году получил и защитил титул чемпиона Восточной и тихоокеанской боксёрской федерации (OPBF).
Благодаря череде удачных выступлений удостоился права оспорить введённый титул чемпиона мира в первом наилегчайшем весе по версии Международной боксёрской федерации (IBF) и отправился в Японию боксировать с другим претендентом Сатоси Сингаки. Пеньялоса оказался сильнее, в восьмом раунде японцу зафиксировали стоячий нокдаун, от которого он смог оправиться только на счёт «восемь», а в двенадцатом раунде он оформил победу техническим нокаутом.
Полученный чемпионский пояс Пеньялоса сумел защитить три раза, после чего решил подняться в наилегчайшую весовую категорию и оставил титул вакантным, отказавшись проводить официальную защиту в октябре 1986 года. Вместо этого он предпринял попытку заполучить титул чемпиона мира по версии Всемирной боксёрской ассоциации (WBA), но единогласным судейским решением проиграл действующему чемпиону из Панамы Иларио Сапате, потерпев тем самым первое в профессиональной карьере поражение.
Несмотря на проигрыш, Доди Бой Пеньялоса продолжил активно выходить на ринг и в феврале 1987 года завоевал титул чемпиона мира IBF в наилегчайшем весе, выиграв техническим нокаутом у корейца Син Хи Сопа. Однако уже в рамках первой защиты он лишился этого чемпионского пояса, потерпев поражение нокаутом от другого представителя Южной Кореи Чхве Чан Хо.
Одержав ещё несколько побед в рейтинговых поединках, в 1989 году Пеньялоса отправился боксировать в Великобританию с местным обладателем титула чемпиона мира IBF Дейвом Маколи. Противостояние между ними продлилось все отведённые 12 раундов, в итоге судьи единогласным решением отдали победу британцу.
Впоследствии оставался действующим профессиональным боксёром вплоть до 1995 года, хотя в титульных поединках больше участия не принимал. В общей сложности провёл на профи-ринге 42 боя, из них 31 выиграл (в том числе 13 досрочно), 7 проиграл, в трёх случаях была зафиксирована ничья, тогда как в одном случае поединок был признан несостоявшимся.
После завершения спортивной карьеры работал тренером по боксу, в частности являлся личным тренером титулованного филиппинского боксёра Нонито Донэра.
Его младший брат Джерри Пеньялоса тоже стал достаточно известным боксёром, владел титулом чемпиона мира в легчайшем весе по версии WBO. Имеет троих сыновей — двое из них, Дэвид и Доди Бой младший, пошли по стопам отца, став боксёрами.